# David Halberstam
David Halberstam (10 tháng 4 năm 1934 – 23 tháng 4 năm 2007) là một nhà báo người Mỹ đã đoạt Giải Pulitzer, phóng viên chiến trường và là tác giả nổi tiếng về đề tài Chiến tranh Việt Nam, ông còn viết về chính trị, lịch sử, kinh doanh, truyền thông, văn hóa Mỹ, và sau là thể thao.
David Halberstam sinh tại Thành phố New York, trong một gia đình bố làm bác sĩ phẫu thuật quân y, mẹ là giáo viên phổ thông.
Ông tốt nghiệp chuyên ngành báo chí tại trường Đại học Harvard năm 1955. Từ đó, ông theo đuổi nghề báo và viết sách cho đến khi ông mất năm 2007 do tai nạn giao thông.

## Tác phẩm
- The Noblest Roman. Houghton-Mifflin. 1961. ASIN: B0007DSNRM.

- The Making of a Quagmire: America and Vietnam during the Kennedy Era. McGraw-Hill. 1965. ISBN 0-07-555092-X.

- One Very Hot Day (Một ngày rất nóng). Boston: Houghton-Mifflin. 1967. ASIN: B000HFUAT4.

- The Unfinished Odyssey of Robert Kennedy. Random House. 1968. ISBN 0-394-45025-6.

- Ho. McGraw-Hill. 1971. ISBN 0-07-554223-4.

- The Best and the Brightest. Ballantine Books. 1972. ISBN 0-449-90870-4.

- The Powers That Be. University of Illinois Press. 1979. ISBN 0-252-06941-2.

- The Breaks of the Game. Ballantine Books. 1981. ISBN 0-345-29625-7.

- The Amateurs: The Story of Four Young Men and Their Quest for an Olympic Gold Medal. Ballantine Books. 1985. ISBN 0-449-91003-2.

- The Reckoning. Avon Books. 1986. ISBN 0-380-72147-3.

- Summer of '49. Harper Perennial Modern Classics. 1989. ISBN 0-06-088426-6.

- The Next Century. Random House. 1991. ISBN 0-517-09882-2.

- The Fifties. Ballantine Books. 1993. ISBN 0-449-90933-6.

- October 1964. Ballantine Books. 1994. ISBN 0-449-98367-6.

- The Children. Ballantine Books. 1999. ISBN 0-449-00439-2.

- Playing for Keeps: Michael Jordan and the World He Made. Broadway Books. 1999. ISBN 0-7679-0444-3.

- War in a Time of Peace: Bush, Clinton, and the Generals. Scribner. 2001. ISBN 0-7432-2323-3.

- Firehouse. 2002. ISBN 0-7868-8851-2.

- The Teammates: A Portrait of a Friendship. Hyperion. 2003. ISBN 0-7868-8867-9.

- The Education of a Coach. Hyperion. 2005. ISBN 1-4013-0879-1.

- The Coldest Winter: America and the Korean War. Hyperion. 2007. ISBN 1401300529.